# ドラゴネット (潜水艦)
ドラゴネット (USS Dragonet, SS-293) は、アメリカ海軍の潜水艦。バラオ級潜水艦の一隻。艦名はネズッポ科の総称に因む。

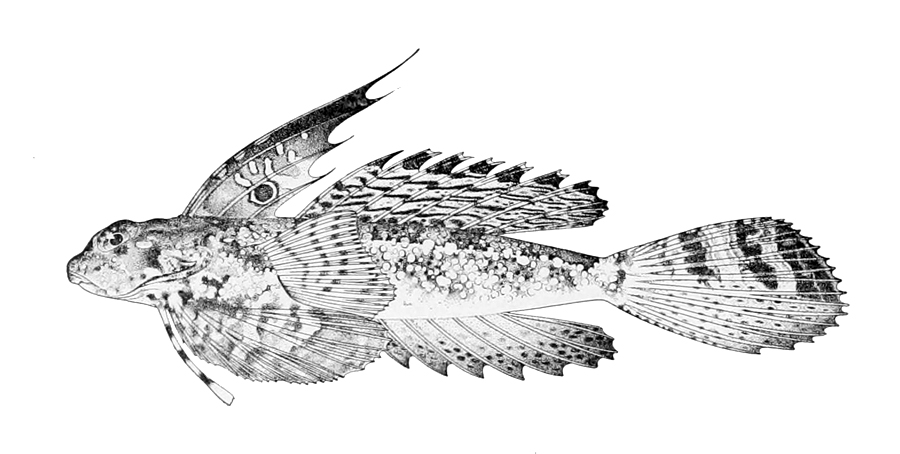
イッポンテグリ（Fingered dragonet）

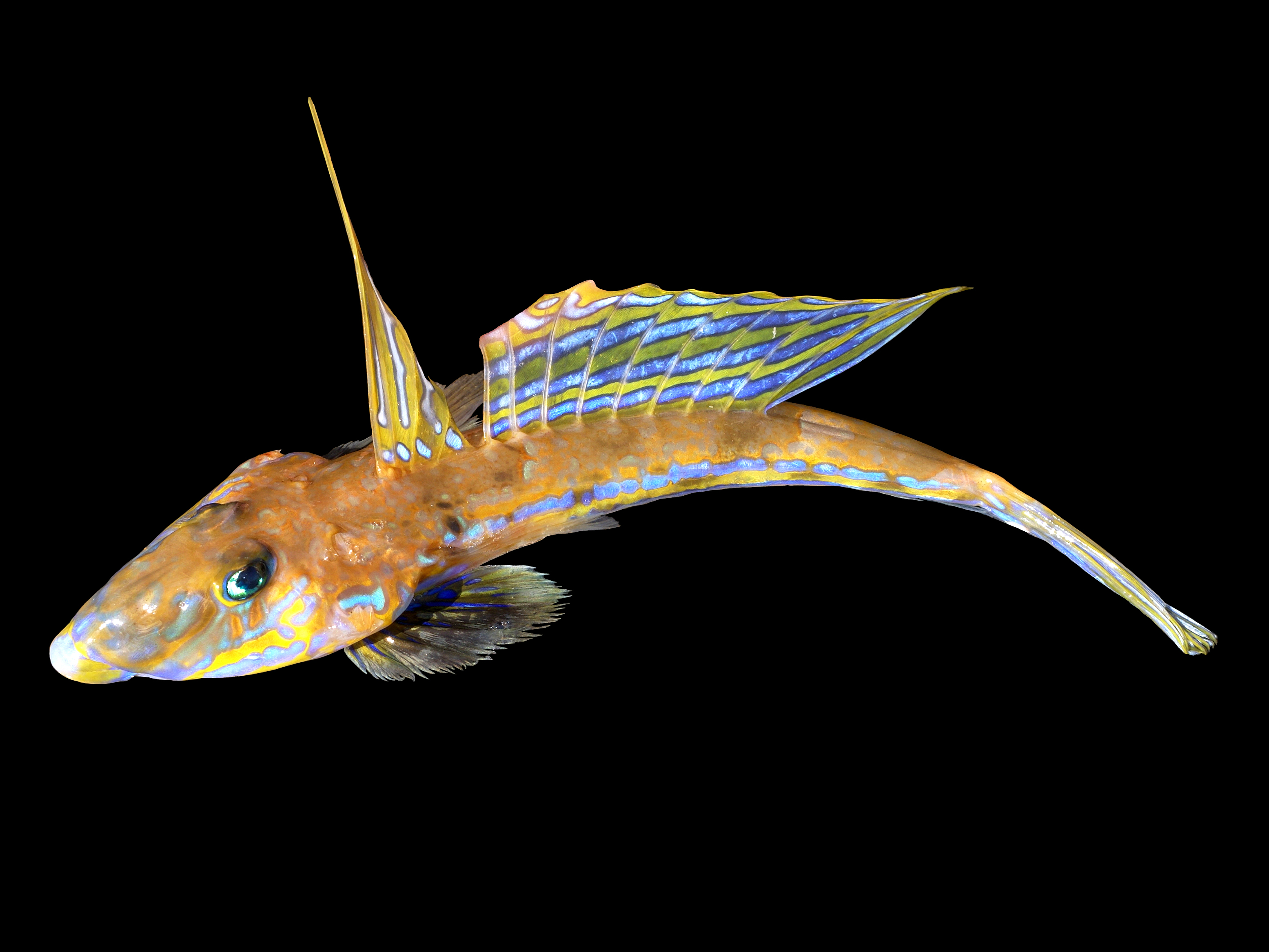
コモン・ドラゴネット（Common dragonet）

## 艦歴
ドラゴネットは1942年4月28日にペンシルベニア州フィラデルフィアのクランプ造船所で起工する。工期が長引いた末に1943年4月18日にJ・E・ギングリッチ夫人によって進水し、艦長ジャック・H・ルイス中佐（アナポリス1927年組）の指揮下1944年3月6日に就役する。ドラゴネットはニューロンドンを出航し、10月9日に真珠湾に到着した。

### 哨戒
11月1日、ドラゴネットは最初の哨戒で千島列島およびオホーツク海に向かった。12月15日の朝、ドラゴネットは松輪島の南方、北緯47度57分 東経153度08分 / 北緯47.950度 東経153.133度の地点で海図にない突起に衝突し、魚雷室前方の気密室に穴を開けた。気密室は浸水し、浮上するために圧縮空気と共に排水する必要があった。8時45分にドラゴネットは浮上したが、ちょうど松輪島の飛行場から4マイルの海上であり、できるだけ早く危険区域を立ち去る必要があった。ドラゴネットは嵐の中を2日間航行。12月20日、ドラゴネットは49日間の行動を終えてミッドウェー島に帰投。応急修理が行われた後、12月27日に真珠湾に到着。カリフォルニア州ヴァレーホのメア・アイランド海軍造船所に後送されてオーバーホールを受けた。オーバーホールを終えた後、1945年4月2日に真珠湾に戻った。
4月19日、ドラゴネットは2回目の哨戒で日本近海および東シナ海方面に向かった。この哨戒では主に救助任務に当たった。この任務の間にドラゴネットは4名のパイロットを救助した。6月10日、ドラゴネットは50日間の行動を終えてグアムのアプラ港に帰投。修理が行われ、艦長がジェラルド・G・ヒンマン（アナポリス1938年組）に代わった。
7月8日、ドラゴネットは3回目の哨戒で日本近海に向かった。豊後水道周辺で哨戒にあたったが、終戦間際のこの時期、日本の艦船は燃料不足と機雷封鎖によりごくごく一部の船以外はほとんど航行せず、この哨戒でドラゴネットは敵艦に遭遇することはなかった。その代わり、ドラゴネットは沖の島近くで海軍パイロットを救助した。終戦は洋上で迎え、2日後の8月17日にサイパン島に寄港。8月27日、ドラゴネットは50日間の行動を終えて真珠湾に帰投した。
ドラゴネットの哨戒は第2回と第3回が成功として記録された。ドラゴネットは第二次世界大戦の戦功で2個の従軍星章を受章した。

### 戦後
ドラゴネットはサンフランシスコに帰還した後、1946年4月16日に退役。メア・アイランドで予備役となり、太平洋予備役艦隊入りした。その後、1961年6月1日に除籍され、1961年9月17日に標的艦としてチェサピーク湾で海没処分された。